# Capside

schéma d'un Cytomégalovirus

Chez un virus, la capside est la structure qui entoure le génome, l'acide nucléique (ADN ou ARN). Elle est constituée de très nombreuses unités protéiques qui se regroupent pour former des ensembles structurels identiques appelés capsomères.
Le nucléocapside est l'ensemble formé de la capside du virus (présente chez les virus nus ou enveloppés, l'enveloppe ou péplos n'étant pas la capside, mais une enveloppe lipoprotéique entourant la capside) et du génome viral (ARN ou ADN).

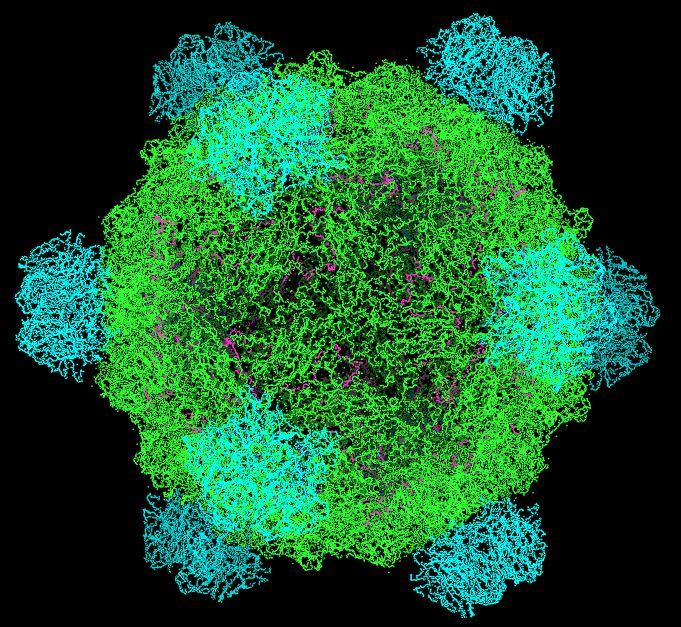
Structure de la capside du phage phiX174 qui possède une symétrie icosaédrique

## Taxinomie
Selon les rapports géométriques que les capsomères présentent entre eux et avec le génome qu'ils recouvrent et protègent, on définit trois classes de nucléocapsides :
1. Les nucléocapsides à symétrie hélicoïdale, telles que celle de la mosaïque du tabac ;
2. Les nucléocapsides icosaédriques, qui présentent tout ou partie des éléments de symétrie des icosaèdres (on parle alors de symétrie icosaédrique, quelquefois on rencontre d'autres expressions de même sens mais moins rigoureuses telles que celle de « symétrie sphérique » ou même celle de « symétrie cubique ») et dont la structure est donc proche de celle des géodes ;
3. Les nucléocapsides à symétrie mixte tels que les bactériophages qui ont une tête icosaédrique et une queue à symétrie hélicoïdale.

## Nouveau virus sans capside?
Des chercheurs français ont publié en 2013 la description de deux virus (Pandoravirus) encore plus grands que les virus géants (mimivirus) découverts en 2013.
Parmi plusieurs caractéristiques très inhabituelles (dont un génome environ deux fois plus gros (en nombre de gènes) que les précédents virus géants découverts) ; avec environ 2 500 gènes ; à comparer aux génomes de la grippe ou du VIH qui ne contiennent qu’une dizaine de gènes, ce qui leur suffit à défier notre système immunitaire, ces nouveaux virus ne disposent pas des gènes nécessaires à la synthèse de la protéine de capside (la « brique de base » des capsides de virus normaux).

## Galerie

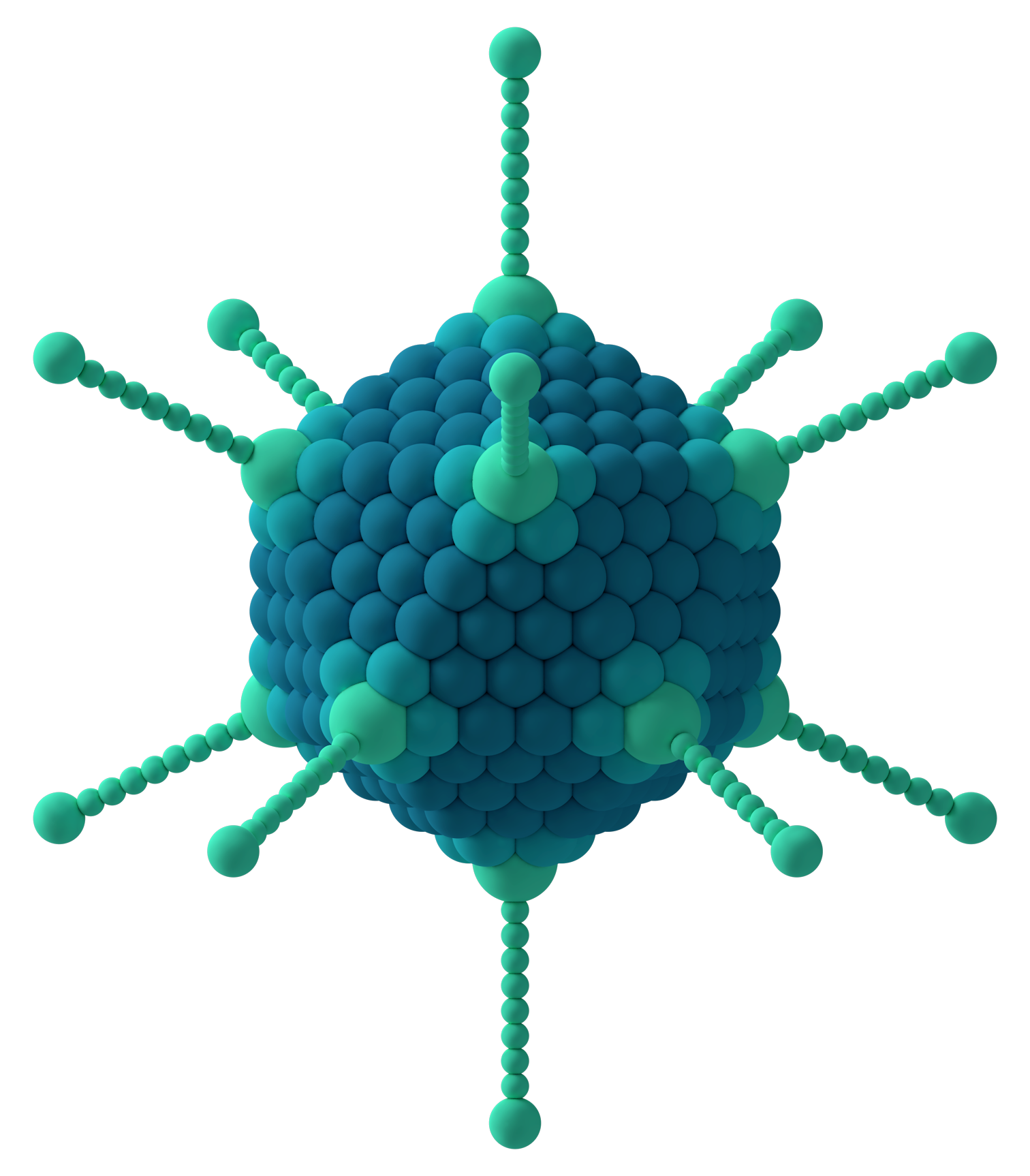
Capside icosaédrique d'un adénovirus.
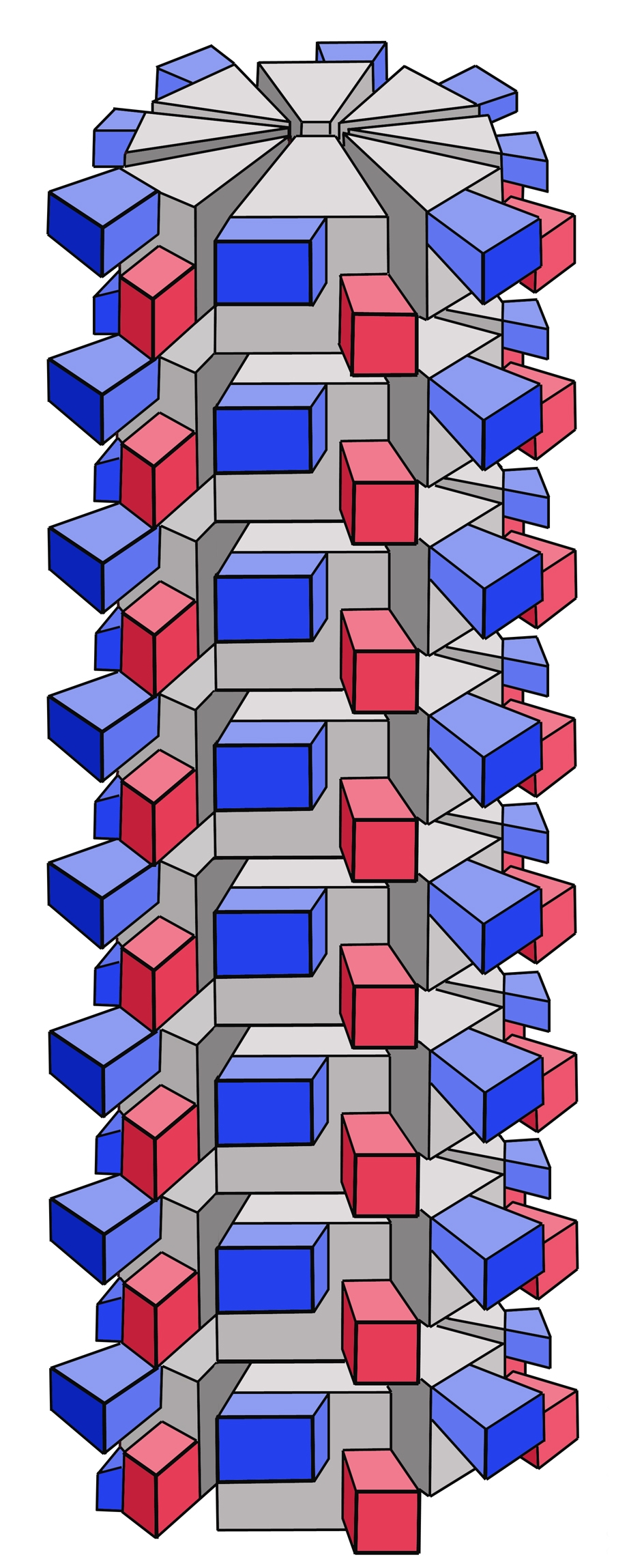
Capside à structure hélicoïdale. Les capsomères (en gris) sont des protéines dont la partie N-terminale est en bleu et la C-terminale en rouge.
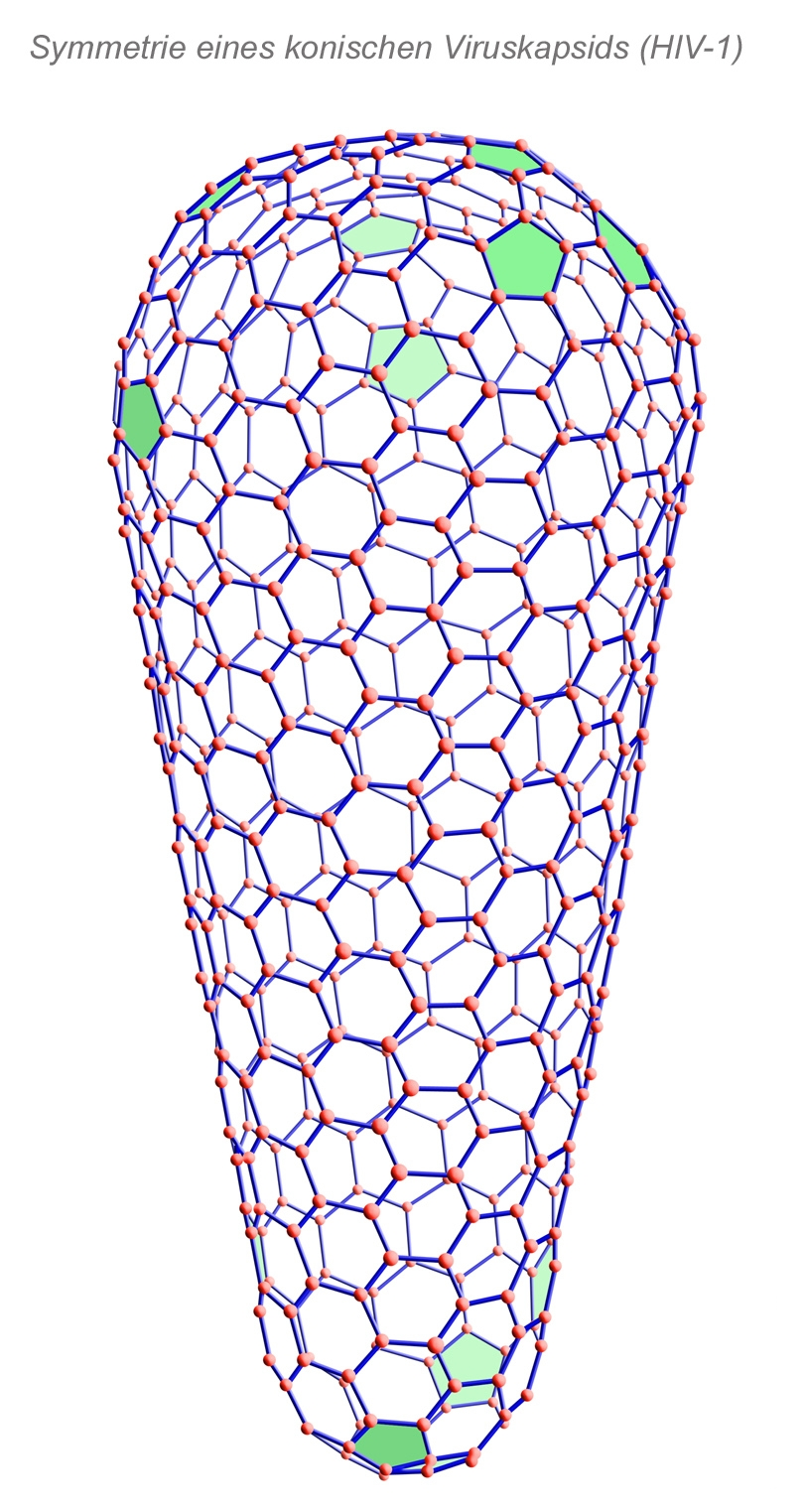
Capside conique du VIH 1